# カジ・レンドゥプ・ドルジ
カジ・レンドゥプ・ドルジ（Kazi Lhendup Dorjee または Kazi Lhendup Dorji、1904年10月11日 - 2007年7月28日）は、シッキム王国（後にインド）の僧侶・政治家。本名は「カジ・レンドゥプ・ドルジ・カンサルパ（Khangsarpa）」だが、「カジ・レンドゥプ・ドルジ」や「L. D. カジ」と呼ばれることが多い。第二次大戦後のシッキムで民主化運動に従事した政治家で、シッキム国民会議派（SNC）、シッキム会議派（SC）などで総裁を務めた。1974年にシッキム立法議会で勝利し、州首相に就任。翌年のシッキム王国の滅亡、インドへの編入において決定的な役割を果たした。主にネパール系を支持基盤とする政党の指導者だが、ドルジ自身はレプチャ・ブティヤ系出身である。

## 生涯

### シッキム政界への進出
1904年、インドと国境を接するシッキム最南部のパキョン（Pakyong）に生まれた。6歳の時にシッキム最大の僧院であるルムテク僧院に入り、後にガントクのチベット学校で学習している。16歳の時にルムテク僧院に戻り、2年の修行の後に同僧院の主管を8年務めた。その後、兄と共にダージリンで青年の僧侶団体を結成し、シッキム西部を中心に各種学校建設の活動に取り組んでいる。
1945年、カジ・レンドゥプ・ドルジ（以下、「ドルジ」と略す）は、シッキム・プラジャ・マンダル（Sikkim Praja Mandal）という福祉団体を創設し、以後シッキム政界での活動を開始することになる。1947年12月7日、ドルジは他の団体指導者と共にシッキム史上初の政党であるシッキム国家会議派（SCC）をガントクで結成した。SSCは、シッキムでは移住民ながら多数派に当たるネパール系住民を主体とした政党であり、また「地主制の廃止」「民主的責任政府の樹立」「シッキムのインドへの加入」を主張していた。そのためSSCは、原住民・支配階層ながら少数派に当たるブティヤ・レプチャ系住民を主体とし、「王室擁護」「シッキム独立」などを掲げるシッキム国民党（SNP）とは激しく対立した。
しかし1950年にインド・シッキム条約が結ばれ、インド政府とシッキム王室の連携が強まると、ドルジは失望して反インド的姿勢を示すようになる。1953年、SSCの初代総裁タシ・ツェリンが死去するとドルジが後任の総裁に選ばれたが、党内有力者でインドや王室に接近するカシ・ラジ・プラダン（Kashi Raj Pradhan）との対立の末、1958年11月にSSCを離党、新党スワタントラ・ダル（Swatantra Dal)を結成している。しかし、同年のシッキム王国参事院（State Council、立法府に相当）選挙や1960年の参事院補欠選挙では、複雑なコミュナル選挙制度のためにいずれも落選を喫した。

### SNCの結成と失脚
1960年5月28日、ドルジはスワタントラ・ダルを離党して、SSCやSNPから離党した有志と共にシッキム国民会議派（SNC）を創設した。同党総裁にはドルジが選出されている。SNCもやはりネパール系住民主体の政党であり、民主的責任政府の樹立、普通選挙実施、ネパール系への差別撤廃、インド人ディーワーン（駐留行政官）によるシッキム内政監督への反対などを主張し、シッキム王室と対立した。
1963年に第11代国王タシ・ナムゲルが崩御し、皇太子のパルデン・トンドゥプ・ナムゲルが即位した。パルデン・トンドゥプはシッキムがインドの保護国の地位に在ることに不満を抱いていたため、父王の親印路線を転換し、反印・シッキム独立路線を推進するようになる。その一方でコミュナル選挙制度廃止や民主主義制度導入を主張するSNCを敵視し、弾圧を加えた。しかし1967年の第3回参事院補欠選挙ではSNCが選挙議席18議席のうち倍増の8議席を得て第1党となった。
第1党の地位を得たSNCだったが、まもなくパルデン・トンドゥプの策動により党内紛争が勃発する。内閣に相当する行政参事会委員の就任につき、パルデン・トンドゥプはSNCに内訌をもたらそうとして、総裁のドルジではなく、幹事長ビーム・バハドゥル・グルン（B.B.Gurung、通称「B.B.グルン」）を委員に一方的に抜擢し、委員補佐にはタクルシン・ライ（Thakurshing Rai）を起用した。このため、1967年9月にSNCは反王室派のドルジ派と親王室派のグルン派にあっけなく分裂することになった。それのみではなく、SNCの内紛に嫌気が指した離党者が相次ぎ、これら離党者はラール・バハドゥル・バスネットを党首とするシッキム人民党（SJP）を結成した。
1970年の第4回参事院選挙（選挙議席18）では、インド・シッキム条約の改正（すなわちシッキムの独立）が争点となったが、この時のSNCは親印に転じ、主要政党の中で唯一改正に消極姿勢を示している。結果は、改正に特に積極的な姿勢を示したSNPが7議席で第1党に躍進した。一方のSNCは、ドルジ派が勝利してグルン派が全員落選したものの内紛の影響は覆い難く、5議席で第2党に転落した。第3党のSSCは4議席に回復し、こうして親王室派のSNPとSSCが11議席を占めることになり、行政参事会委員の割当も、パルデン・トンドゥプが一方的かつ恣意的にSNP3、SSC2、SNC1に改める有様だった。しかし王室の報復を恐れ、行政参事会委員に執着を図ったドルジはこれに逆らわず、党内の反対も無視して行政参事会委員に就任している。1972年1月、SNC発行のブレティン（党公報）でパルデン・トンドゥプや政府の腐敗ぶりを糾弾したところ、ドルジがかえって非難の対象となり、さらに扇動罪を適用されたためにインドへの亡命を余儀なくされた。以後、SNCは活動も組織も弱体化していく。

### SCの結成
1970年頃から、パルデン・トンドゥプの反印やシッキム独立の路線はますます強化され、運動も更に激化することになった。ところがこれはネパール系住民にブティヤ・レプチャ系住民への恐怖を掻き立てるものでもあり、そして親王室派だったSSCもこの種の恐怖感を抱いた結果、ついに反王室へと回帰していく。1972年8月15日、SSCは同じネパール系のSJPと合併して、シッキム人民会議派（SJC）を結成、有望な反王室政党が出現することになった。しかしSJCは、インドこそがシッキムにコミュナリズムを持ち込んでシッキムの民主化を阻害したと批判するなど反印的な姿勢を示したため、パルデン・トンドゥプだけでなくインドも不快感を抱いた。そこでインド政府はパルデン・トンドゥプと交渉し、SJCの勢いを削ぐためと説得してドルジの帰国・大赦を認めさせた。こうしてインドの力を借りてドルジは帰国し、SNCは体勢を立て直すことになった。
このような状況下で実施された1973年第5回参事院選挙（選挙議席18）では、コミュナル選挙制度の恩恵もあってSNPが11議席を獲得する圧勝を収めた。SNCとSJCは相討ちする形となり、それぞれ5議席、2議席しか獲得できなかった。この結果に衝撃を受けたSNCとSJCは、同年3月より「不正選挙」を主張して選挙のやり直しを求めるデモを首都ガントクで開催し、さらに両党による共同行動会議（Joint Action Council）を結成した。パルデン・トンドゥプはこれを無視、4月に首都ガントクのデモを武力鎮圧したところ、ドルジらSNC・SJC最高指導者はデモ参加者を見捨ててインディア・ハウス（インド駐在行政官の公邸）に逃げ込んだ。
ところがSNCやSJCの若手指導者たちは屈さずに地方で武装蜂起し、次々と人民政府を樹立していく。ついにパルデン・トンドゥプは事態を収拾しきれなくなり、インドに介入を依頼、最終的に5月8日にインド、パルデン・トンドゥプ、SNCなど政党の三者による新しいインド・シッキム協定が結ばれた。これによりシッキムはますます属国化することになる。協定締結直後にSNCとSJCは、参事院に代わり新たに創設されるシッキム立法議会（選挙議席30）の選挙に向けて合併し、新たにシッキム会議派（SC）を結成した。総裁にはドルジが就任している。

### 立法議会選の勝利とシッキム王国の滅亡
1974年の立法議会選挙（選挙議席30）はSCとSNPの対決となったが、実は投票前からすでに決着が付いていた。この選挙ではコミュナル選挙制度が廃止、インド型の単純小選挙区制が新たに採用されており、SNPはこの新たな制度に対応できず6人しか候補者を立てることができなかったが、SCは全選挙区に満遍なく候補者を立てることができていたのである。外交面ではSCはインドとの関係緊密化を唱え、SNCはインド・シッキム条約の改正、シッキム独立を訴えた。しかし有権者の関心は国内問題に移っており、この問題は大きな争点とならなかった。SCは民主主義制度の導入、経済的不平等の除去、土地改革の推進など様々な内政改革を綱領でうたったが、これに対してSNPは、旧支配層の利益を代表していたためにSCのような主張を唱えようがなかった。選挙結果は、SCが30議席中29議席を獲得する圧勝で、SNPは僅か1議席にとどまったのである。これによりSC総裁のドルジが首相に就任した。
ドルジ率いるSC政権はこれ以降、インドの示唆を受ける形で王制廃止とシッキムのインドへの編入を目指して動き始める。パルデン・トンドゥプはそれでもシッキムの独立を維持しようとインドへの抵抗や交渉を続けたが、効果はなかった。1975年4月9日、インド軍が突如首都ガントクに突入し王宮親衛隊を武装解除、パルデン・トンドゥプを軟禁下に置いた。パルデン・トンドゥプが政権奪回を狙って立法議会指導者を暗殺し、首都で騒動を引き起こそうと計画したことがインド政府の激怒を買ったためとされる。翌10日、シッキム国会において王制廃止とインドへの編入が決議され、14日には同決議につき国民投票を実施、圧倒的多数で賛成された。インドでも4月26日にシッキムをインドに州として組み込む憲法改正を両院が成立させた。5月15日、インド大統領の憲法改正法案への認証によりシッキムはインドに編入され、シッキム王国は完全に滅亡した。

### インド編入後の活動と晩年
シッキムのインド編入後、立法議会は州議会に移行してドルジがそのまま州首相に留任、1979年まで務めた。しかし1979年州議会選挙までにSCは内部分裂により崩壊してしまう。ドルジはジャナタ党に移籍して同選挙に出馬したものの、シッキム・ジャナタ・パリシャド（SJP）の候補に次点で敗退した。1985年の州議会選挙でも、ドルジはインド国民会議派から出馬したが落選した。これを最後に政界から引退した模様で、1989年以降の州議会選挙には立候補していない。2002年、インド政府からパドマ・ビブーシャン（Padma Vibhushan、「蓮華の大輪」を意味する）勲章を授与された。2007年7月28日死去。満103歳。

## 注
1. ↑  India Who's who, INFA Publications 2004, p. 247
2. ↑  J. R. Subba（2007）, p.68.
3. ↑  落合（1986）、211-214頁。
4. ↑  落合（1986）、222-225頁。
5. ↑  落合（1986）、253頁。
6. ↑  落合（1986）、235頁、248-251頁。
7. 1 2  落合（1986）、264-265頁。
8. ↑  落合（1986）、256-258頁。ちなみにこの時、SNP指導者ながらも民主主義制度導入に賛成していたネトック・ツェリン・ブティヤ提案の「民主連合構想」を、ドルジは拒否していた。
9. ↑  落合（1986）、265-267頁。
10. ↑  落合（1986）、268-269頁。
11. ↑  落合（1986）、269-272頁。
12. ↑  落合（1986）、272頁、287頁。
13. ↑  落合（1986）、301頁。
14. ↑  落合（1986）、301-303頁。
15. ↑  「シッキムの王制廃止、完全併合」『世界週報』1975年4月29日・5月6日合併号、12頁。
16. ↑  落合（1986）、351頁による。『世界週報』同上は「9日」としている。
17. ↑  『世界週報』同上。賛成59,637票、反対1,496票であった。
18. ↑  これら動向の詳細については、落合（1986）のXII、XIIIを参照。
19. ↑  インド選挙委員会ホームページ
20. ↑  SIKKIM'S FIRST CHIEF MINISTER LENDUP DORJEE KHANGSHARPA IS NO MORE, The Sikkim Times – July 29, 2007
21. ↑  "Sikkim's first Chief Minister Kazi Lhendup Dorjee dies," The Times of India, July 30, 2007.